# Synagoga w Wysokiem Mazowieckiem
Synagoga w Wysokiem Mazowieckiem – zbudowana w 1879 roku przy ul. Zarzecznej (Krzywej), w miejscu dawnej synagogi drewnianej. Była główną synagogą wysokomazowieckich Żydów. Podczas II wojny światowej, po wkroczeniu hitlerowców do Wysokiego Mazowieckiego, 10 września 1939 r., została zniszczona wraz z 80% miasta.
Murowany i orientowany budynek synagogi wzniesiono na planie prostokąta. Synagoga miała prostą elewację zewnętrzną, z charakterystycznymi dla tego regionu wysokimi, zakończonymi półkoliście oknami. Zwieńczał ją prosty, dwuspadowy dach.
Informacje na temat historii Żydów mieszkających w Wysokiem Mazowieckiem znajdują się w „Księdze Pamięci”.

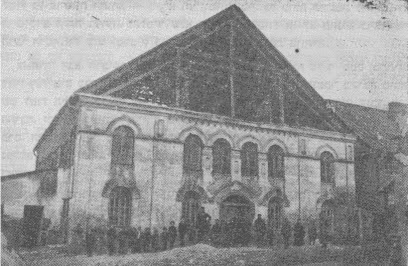
synagoga murowana